# Айдзури-э
Айдзури-э (яп. 藍摺絵, «синие картины»), также ай-э (яп. 藍絵) — разновидность японских гравюр укиё-э конца XVIII — середины XIX веков. Печатались, обычно, монохромными, в сине-белых тонах, с использованием синих красителей. Мастерами этого стиля были Хокусай, Утагава Кунисада и другие. Стиль айдзури-э стал бурно развиваться после того. как в Японию попала берлинская лазурь, выгодно отличавшаяся от местных красителей индиго глубиной тона. Одно из наиболее известных произведений в этом стиле — «Большая волна в Канагаве».
В средневековье термином «айдзури» обозначали технику нанесения синих узоров, в частности на одежду. Термин «ай-э» касался узоров синего цвета на керамике.

## Галерея

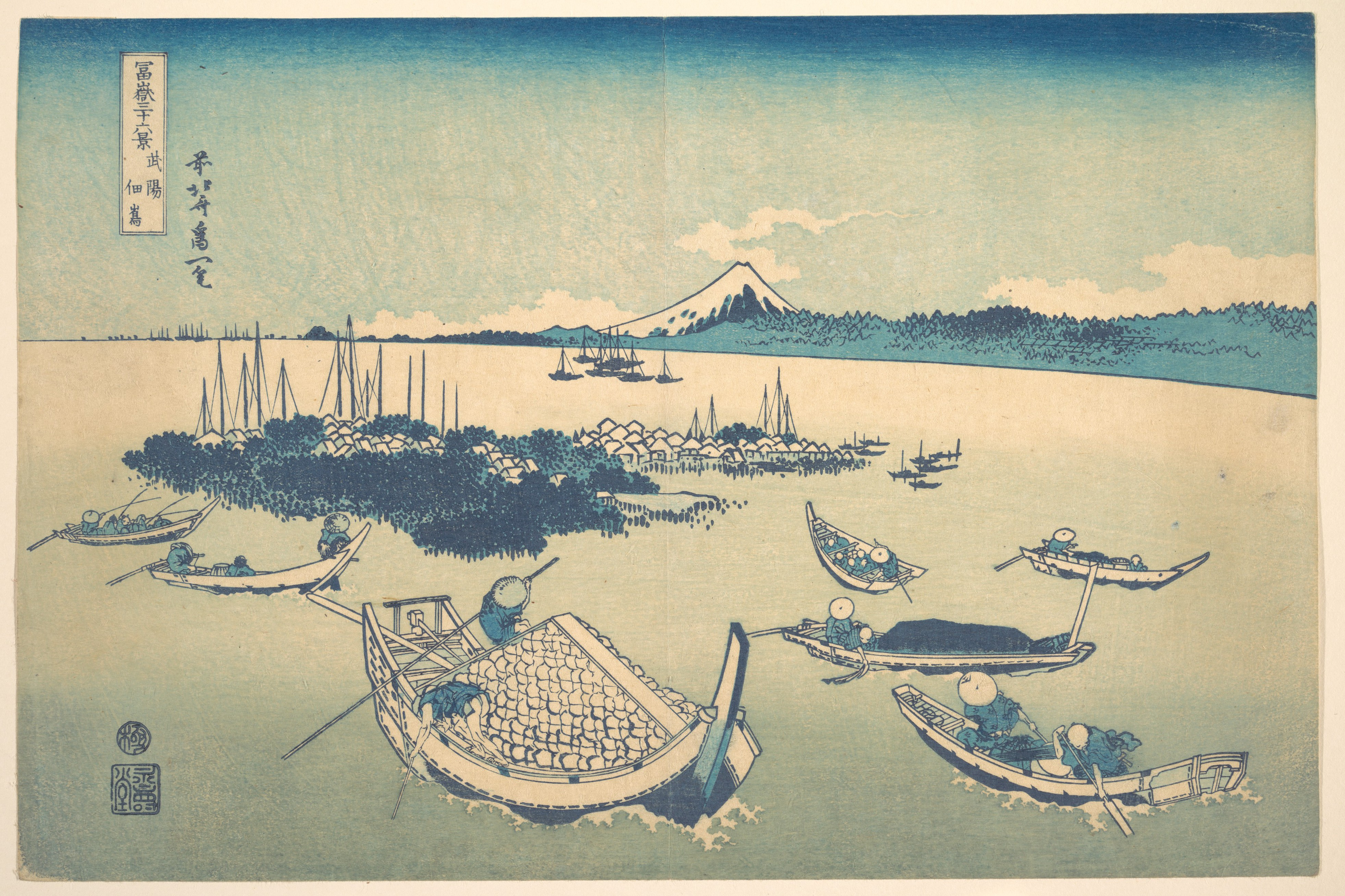
«Цукудайдзима в провинции Мусаси», Кацусика Хокусай
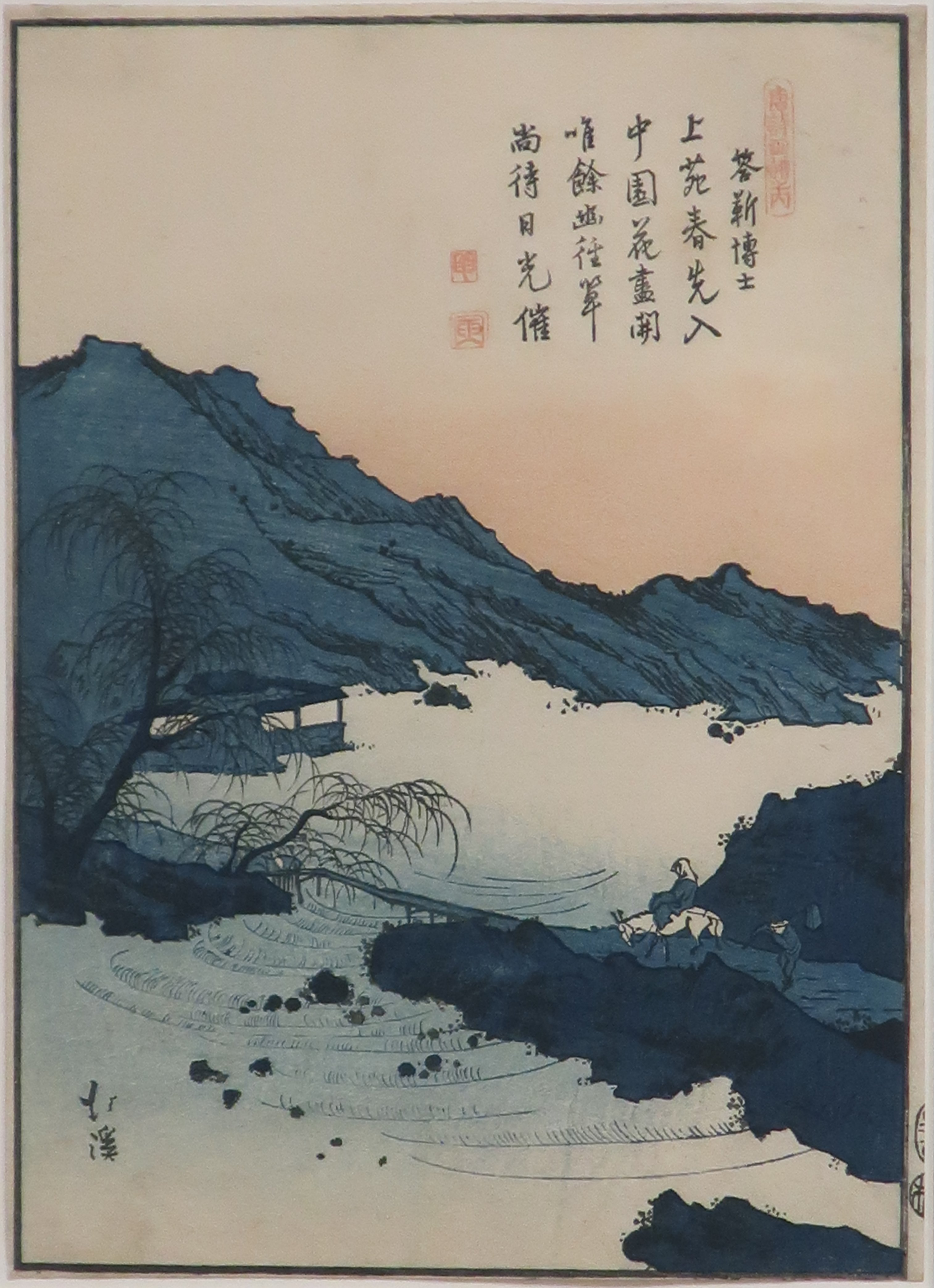
«Поэт на белой лошади, приближающийся к мосту», Тотоя Хоккэй[англ.]
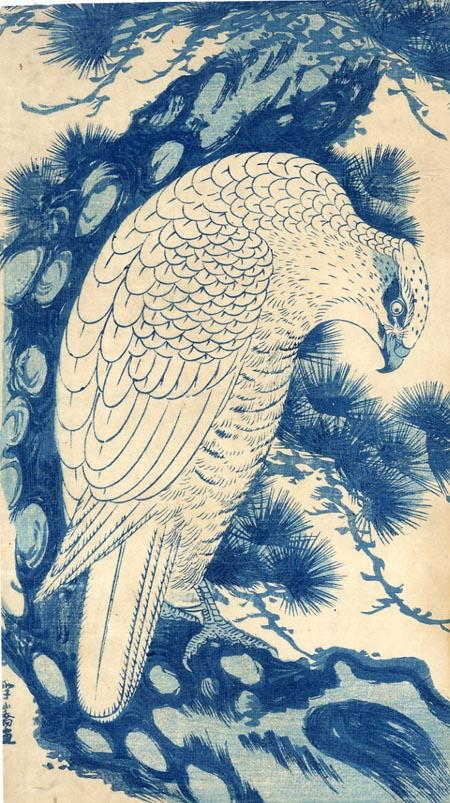
Белый ястреб на сосне (Савва Секкё, XIX в.)
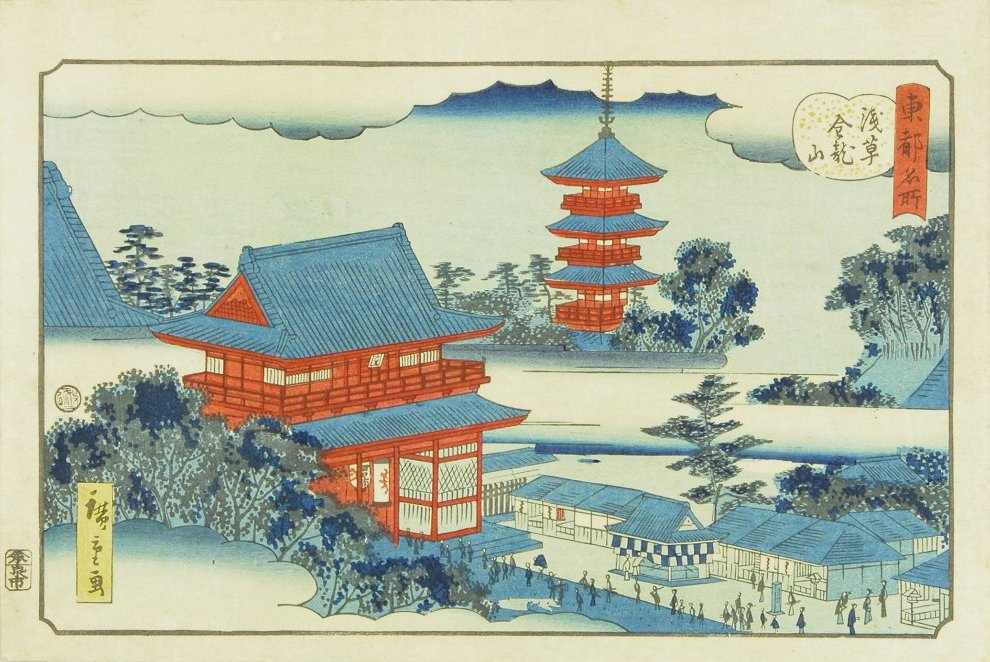
«Кинрюдзан-дзи в Асакусе», Хиросигэ II[англ.]